# Rezerwat przyrody Jedlina (województwo mazowieckie)
Rezerwat przyrody Jedlina – rezerwat przyrody położony na terenie Lasów Mieńskich w powiecie mińskim (województwo mazowieckie), w gminie Cegłów w pobliżu miejscowości Mienia. Nazwa rezerwatu pochodzi od lokalnej nazwy tej części uroczyska Mienia i odzwierciedla obecność dużego skupiska jodły pospolitej (Abies alba).

## Cel ochrony
Według aktu powołującego, celem ochrony rezerwatu jest zachowanie ze względów naukowych i dydaktycznych lasu wielogatunkowego z udziałem jodły, występującej tu na północno-wschodniej granicy swego zasięgu.

## Podstawa prawna
- Zarządzenie Ministra Leśnictwa, M.P. z 1952 r. nr 74, poz. 1190
- Zarządzenie Ministra Leśnictwa i Przemysłu Drzewnego, M.P. z 1978 r. nr 15, poz. 53[3]

## Klasyfikacja rezerwatu
Według obowiązujących kryteriów rozporządzenia Ministra Środowiska z 30 marca 2005 r. w sprawie rodzajów, typów i podtypów rezerwatów przyrody, pod względem rodzaju, rezerwat Jedlina jest rezerwatem leśnym (L). Dalej, ze względu na dominujący przedmiot ochrony rezerwat sklasyfikowano jako: typ – fitocenotyczny (PFi), podtyp – zbiorowisk leśnych (zl). Natomiast ze względu na główny typ ekosystemu, jako rezerwat leśny i borowy (EL), podtyp lasów nizinnych (lni).

## Historia

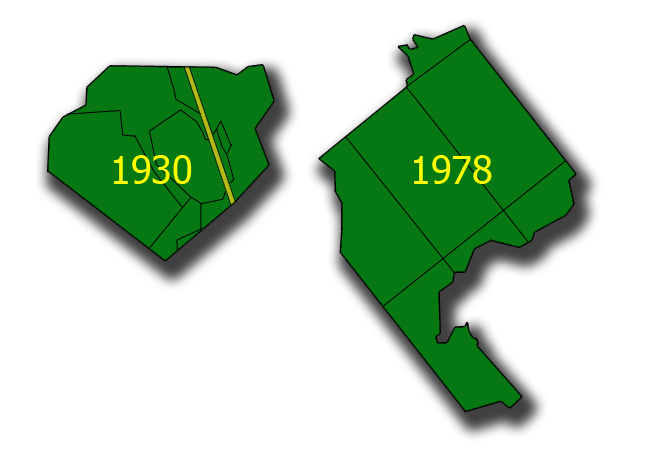
Zestawienie granic rezerwatu Jedlina wg projektu Seweryna Dziubałtowskiego z roku 1930 oraz granic po roku 1978

Jako pierwszy na występowanie wysp jodłowych na Wysoczyźnie Kałuszyńskiej wskazywał na łamach „Pamiętnika Fizjograficznego” w 1881 roku Kazimierz Łapczyński, inżynier budownictwa, etnograf i botanik. Obszar przyszłego rezerwatu był następnie badany przez Seweryna Dziubałtowskiego, botanika i fitosocjologa, profesora Szkoły Głównej Gospodarstwa Wiejskiego w Warszawie. Wyniki swoich badań florystyczno-leśnych, prof. Dziubałtowski opublikował w 1930 roku w „Lesie Polskim”. Jego artykuł Rezerwat jodłowy w Mieni pod Mińskiem Mazowieckim zawierał jednocześnie projekt utworzenia rezerwatu leśnego na powierzchni ok. 45 ha. Relację z dalszych działań przedstawił na łamach „Lasu Polskiego” dr Maciej Zajączkowski, który w artykule podsumowującym działania z zakresu ochrony środowiska w Polsce w roku 1930, informował o pozytywnym przyjęciu idei utworzenia rezerwatu przez Magistrat M. St. Warszawy. Powołana w tym celu komisja zadecydowała o włączeniu rezerwatu do planu gospodarczego urządzenia lasu po ścisłym wyznaczeniu jego granic. Odwzorowanie tych granic (zaproponowanych jeszcze przez prof. Seweryna Dziubałtowskiego w roku 1930) znaleźć można na mapach sztabowych przygotowanych w roku 1935, co pozwala przyjąć, iż rezerwat został oficjalnie powołany przed tym rokiem. Współcześnie za datę utworzenia rezerwatu przyjmuje się jednak rok 1952, kiedy to decyzją Ministra Leśnictwa wyznaczono (a właściwie restytuowano) rezerwat w granicach zbliżonych do przedwojennych. W tym czasie rezerwat obejmował 45,64 ha. W 1978 roku powiększono rezerwat o kolejne 24,76 ha (łącznie 70,40 ha), włączając wydzielenia leśne położone na południowy wschód od niego (m.in fragment oddziału 255). W wyniku wejścia w życie zarządzenia z 17 grudnia 2014, powierzchnia rezerwatu wzrosła do 71,6705 ha. Historia sięgająca lat 30. XX wieku czyni rezerwat Jedlina jednym z najstarszych rezerwatów w Polsce.

## Szata roślinna

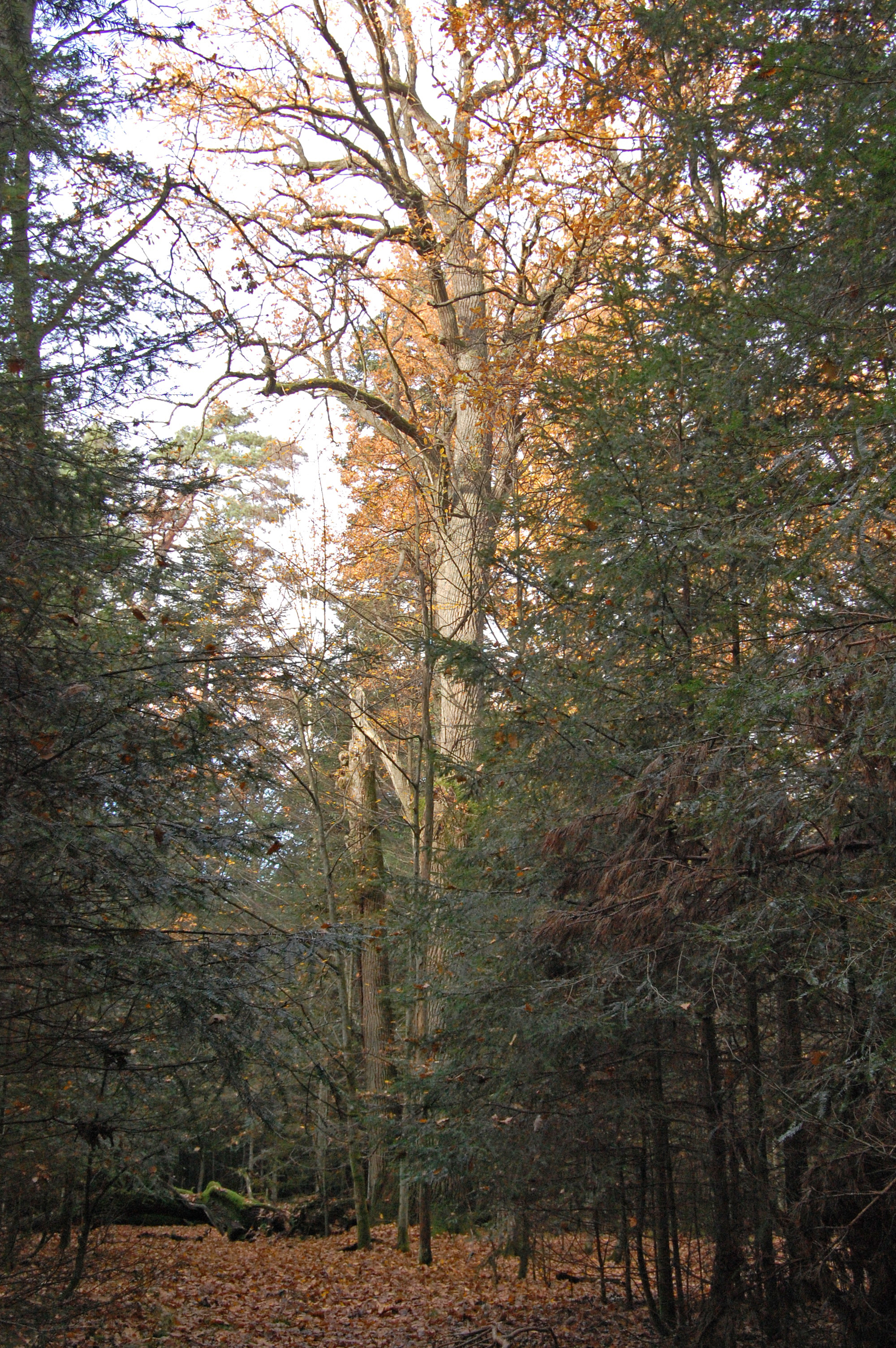
Około 200-letni dąb pośród podrostu jodłowego

Rezerwat Jedlina położony jest na terenie Wysoczyzny Kałuszyńskiej, na wysokości 173–178 m n.p.m. Obszar rezerwatu w 95% pokryty jest przez zbiorowiska leśne (67,89 ha). Pozostałą jego część stanowią półotwarte i otwarte tereny podmokłe oraz grunty związane z gospodarką leśną. Na terenie rezerwatu przeważają dojrzałe starodrzewie w wieku do ok. 180 lat, co stanowi dodatkowy walor tego obszaru. Spośród zbiorowisk leśnych, w rezerwacie przeważają siedliska borowe – bór mieszany wilgotny (Molinio-Pinetum), subkontynentalny bór świeży (Peucedano-Pinetum) i kontynentalny bór mieszany (Querco roboris-Pinetum) oraz siedliska grądów subkontynentalnych (Tilio-Carpinetum). Oprócz nich na terenie rezerwatu występują trzy rzadkie, szczególnie w tej części Polski zbiorowiska roślinne – wyżynny bór mieszany (Abietetum polonicum), dębniak turzycowy (Carici elongate-Quercetum) oraz bór trzcinnikowy (Calamagrosti villosae-Pinetum). Dębniak turzycowy jest zbiorowiskiem charakterystycznym przede wszystkim dla Polski północno-wschodniej, natomiast bór trzcinnikowy występuje przede wszystkim na terenach wyżynnych i podgórskich Polski południowej, a stanowisko w rezerwacie Jedlina położone jest na granicy jego naturalnego zasięgu.

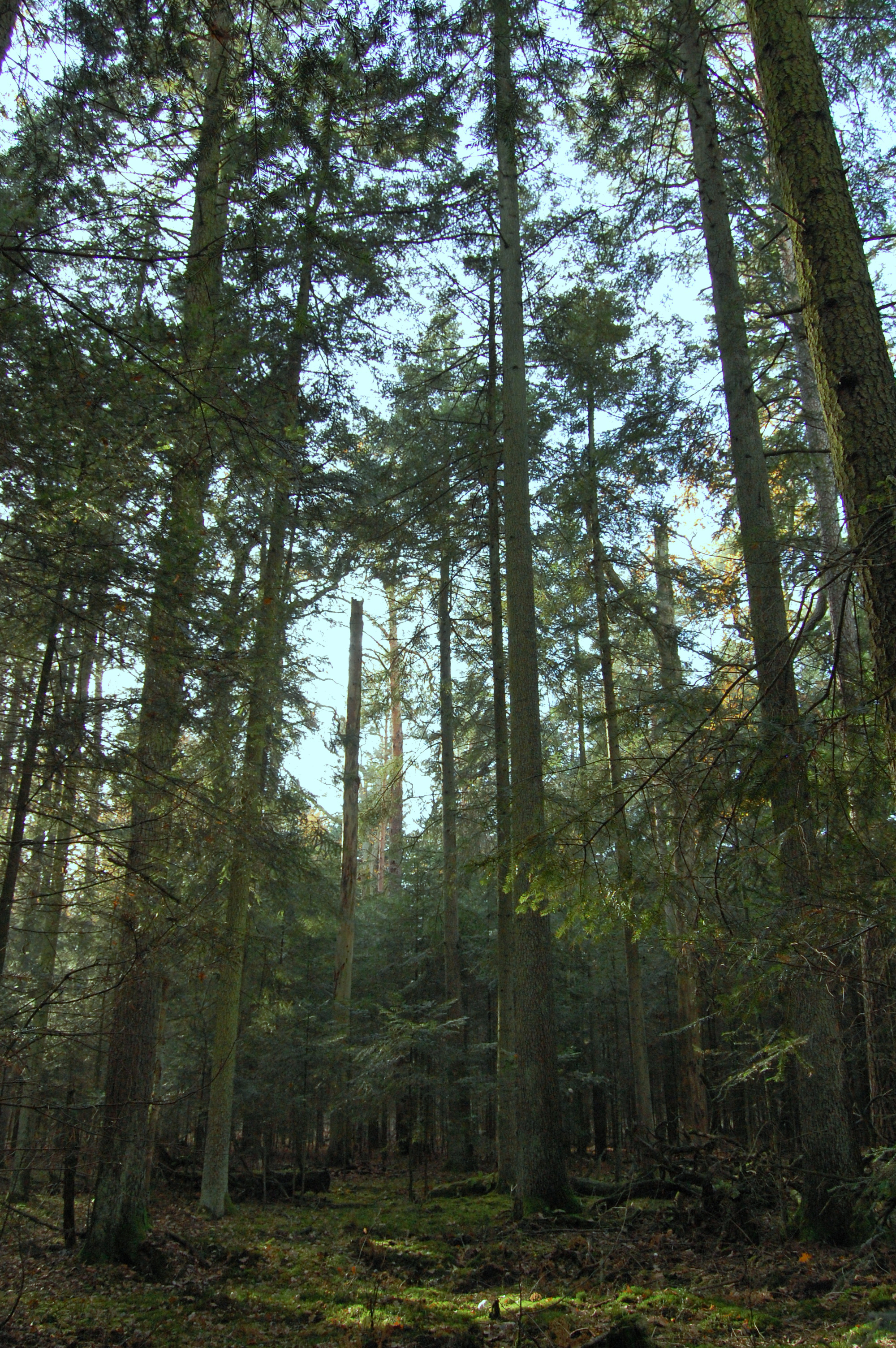
Drzewostan jodłowy w rezerwacie Jedlina

Jodła występuje właściwie na terenie całego rezerwatu jako składnik zróżnicowanych drzewostanów, w których odnawia się samodzielnie i stanowi od 10 do 80% drzewostanu głównego. Już w literaturze wczesnych lat 30. XX wieku zwrócono uwagę na podobieństwo pomiędzy zbiorowiskami leśnymi z udziałem jodły pospolitej znanymi z Wysoczyzny Kałuszyńskiej i Równiny Łukowskiej a drzewostanami jodłowymi Gór Świętokrzyskich i wyżyn południowej Polski. Według Dziubałtowskiego i Niedziałkowskiego, jodła na Wysoczyznę Kałuszyńską przenikała z południa poprzez podmokłe rejony Równiny Łukowskiej i Obniżenia Węgrowskiego, a lasy z jej znaczącym udziałem wyraźnie nawiązują do wyżynnych borów jodłowych (Abietetum polonicum). Zarówno jednak występowanie tego rzadkiego, endemicznego dla Polski zespołu leśnego w rezerwacie Jedlina, jak również sama jego klasyfikacja oraz istnienie specyficznej odmiany mazowieckiej, pozostają kwestiami otwartymi. Niektórzy autorzy uważają jednak, że lasy z dominacją jodły występujące w rezerwacie Jedlina, a także w szerszym ujęciu na Nizinie Południowopodlaskiej, stanowią kresową formę tego zbiorowiska. Czynnikiem warunkującym występowanie jodły na tym terenie jest płytkie występowanie wód gruntowych, rekompensujące stosunkowo niską roczną sumę opadów.
Spośród gatunków chronionych ściśle na terenie rezerwatu stwierdzono jedynie widłoząb Bergera (Dicranum undulatum), natomiast spośród gatunków częściowo chronionych na terenie rezerwatu występują: gnieźnik leśny (Neottia nidus-avis), widłak goździsty (Lycopodium clavatum), torfowiec Girgensohna (Sphagnum girgensohnii), torfowiec błotny (Sphagnum palustre), torfowiec ostrolistny (Sphagnum capillifolium), rokietnik pospolity (Pleurozium schreberi), widłoząb miotlasty (Dicranum scoparium), płonnik cienki (Polytrichum strictum), płonnik pospolity (Polytrichum commune), gajnik lśniący (Hylocomium splendens), fałdownik trzyrzędowy (Rhytidiadelphus triquetrus), bielistka siwa (Leucobryum glaucum) i porost płucnica islandzka (Cetraria islandica). Spośród gatunków rzadkich oraz regionalnie rzadkich notowano trzcinnika owłosionego (Calamagrostis villosa), narecznicę szerokolistną (Dryopteris dilatata), zachyłkę trójkątną (Gymnocarpium dryopteris), turzycę leśną (Carex sylvatica), dziki bez koralowy (Sambucus recemosa), jemiołę pospolitą rozpierzchłą (Viscum album ssp. austriacum) oraz jaskra kaszubskiego (Ranunculus cassubicus). Ponadto na terenie rezerwatu stwierdzono występowanie kilku rzadkich gatunków grzybów jak świecznica rozgałęziona (Artomyces pyxidatus), zasłonak fioletowy (Corthinarius violescens), drobnoporek sproszkowany (Postia ptychogaster), czyreń jodłowy (Phellinus hartigi) czy skrajnie zagrożona soplówka jodłowa (Hericium flagellum).

## Ochrona czynna

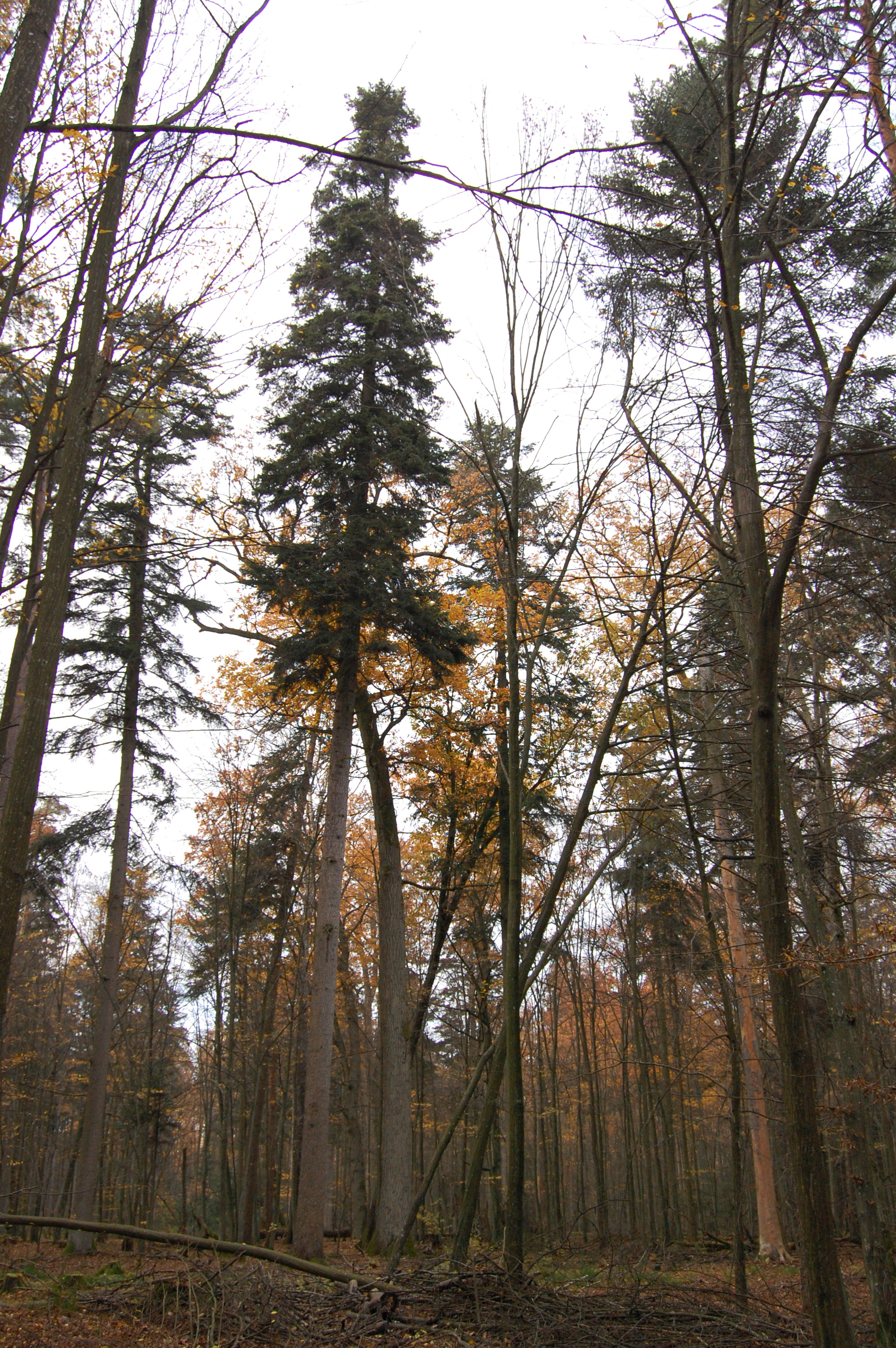
Nasienniki jodłowe w obszarze ochrony czynnej w rezerwacie Jedlina

Rezerwat posiada plan ochrony ustanowiony zarządzeniem Regionalnego Dyrektora Ochrony Środowiska w Warszawie z dnia 4 lipca 2013 r. Na podstawie planu ochrony, na terenie rezerwatu oraz w jego najbliższym otoczeniu prowadzone są zadania mające na celu:
- zachowanie występującej w drzewostanie jodły,
- zwiększenie zasobów martwego drewna,
- zachowanie zbiorowisk grądowych wraz z porastającym je starodrzewem,
- ograniczanie antropopresji, w szczególności penetracji rezerwatu,
- utrzymanie zróżnicowanej struktury pionowej i poziomej drzewostanów.

Cele te realizowane są m.in. poprzez prowadzenie zabiegów leśnych: cięć przerębowych i stabilizujących oraz trzebieży wczesnej i pielęgnację odnowień jodłowych. Obejmują one łącznie 17,12 ha (wydzielenia: 236h, 244a, 245b, 245g, 255a). Ponadto na podstawie planu ochrony, poza rezerwatem prowadzone są działania zmierzające do kanalizacji ruchu turystycznego.

## Turystyka
- ścieżka przyrodniczo-leśna[35]
- zielony szlak pieszy[36]
- szlak rowerowy[37]
- mogiła Trzy Krzyże (0,34 km)
- XIX-wieczny szpital w Mieni (obecnie Dom Pomocy Społecznej) (1,40 km)[38]
- bagno Krzywickie Strugi (2,23 km)
- Dębiny Piaseczyńskie (2,89 km)
- XVI-wieczny późnogotycki kościół rzymskokatolicki w Cegłowie (2,93 km)[39]